# IC 1023
IC 1023 — галактика типу OCL (розпилене скупчення) у сузір'ї Центавр.
Цей об'єкт міститься в оригінальній редакції індексного каталогу.